# One Crazy Cruise
One Crazy Cruise é um filme de 2015 em gênero comédia. O filme conta a história sobre quatro irmãos, Cameron (Rio Mangini), Ellie (Kira Kosarin), Nate (Benjamin Flores Jr.) e Piper (Sydney Park) que não possuem uma relação muito boa entre si pois são de famílias distintas, todos partem para um cruzeiro de férias, e ao participarem de um show de hipnotismo acabam entrando em uma enrascada assim precisam se unirem para saírem dessa confusão.

## Sinopse
A família parte para um cruzeiro de férias, Ryan Bauer (Ken Tramblett) possui dois filhos, Ellie (Kira Kosarin) e Cameron (Rio Mangini), ele se casou com Sophia Jensen (Karen Holness) que possui Piper (Sydney Park) e Nate (Benjamin Flores Jr.), e juntos formaram os Jensen-Bauer, os novos irmãos não conseguem se entender, então todos vão tirar férias no cruzeiro "MOXIE" no qual Ryan fará uma palestra do novo aplicativo que ele desenvolveu para a empresa Ziggypad, mas após um show de hipnose os irmãos acordam no dia seguinte sem entender nada, com Ellie com uma perna algemada em seu braço e Nate todo mergulhado em uma gosma com o que faz que ele fique de cor roxa, com o quarto deles todo bagunçado e o pior de tudo: o Ziggypad de seu pai foi roubado, então eles precisam unir forças e trabalharem juntos para conseguirem descobrir o que ocorreu na noite anterior e assim recuperar o Ziggypad de seu pai, para que a palestra ocorra com sucesso.

## Elenco
- Sydney Park - Piper Jensen-Bauer
- Kira Kosarin - Ellie Jensen-Bauer
- Benjamin Flores Jr. - Nate Jensen-Bauer
- Rio Mangini - Cameron Jensen-Bauer
- Burkely Duffield - Walter
- Sedona James - Melina
- Ken Tramblett - Ryan Bauer
- Karen Holness - Sophia Jensen
- Cody Simpson - Ele mesmo
- Barclay Hope - Mr.Bragg
- Ramy Youssef - Palhaço/Hipnotizador